# Joseph Kleiber
Joseph Kleiber (ryska: Иосиф Андреевич Клейбер, Iosif Andrejevitj Klejber), född 15 december 1863 i Sankt Petersburg, död 12 februari 1892 i Nice, var en rysk astronom.
Klejber studerade i Sankt Petersburg. Han ägnade sig huvudsakligen åt studiet av meteorer samt sannolikhetskalkyl och statistik med dess användning i astronomi och meteorologi. Av hans 22 avhandlingar kan nämnas On the Determination of Orbits of Meteor-Streams (ryska och engelska, 1890) samt Catalogue of 918 Orbits of Meteor-Streams (ryska och engelska, 1891) och On the Displacement of Radiants by the Attraction and Motion of the Earth (1892).